# Figueira Champions Classic 2024
De tweede editie van de wielerwedstrijd Figueira Champions Classic vond plaats op 10 februari 2024. De wedstrijd startte in São Pedro en finishte ruim 192 kilometer later in Figueira da Foz. De wedstrijd maakte deel uit van de UCI ProSeries, met de categorie 1.Pro. Remco Evenepoel won de wedstrijd na een solo van ruim vijftig kilometer.

## Uitslag
| Plaats  | Naam                | Ploeg                  | Tijd     |
| ------- | ------------------- | ---------------------- | -------- |
| Winnaar | Remco Evenepoel     | Soudal Quick-Step      | 4u42'25" |
| 2       | Vito Braet          | Intermarché-Wanty      | + 1'48"  |
| 3       | Simone Velasco      | Astana Qazaqstan       | z.t.     |
| 4       | Lars Boven          | Alpecin-Deceuninck     | z.t.     |
| 5       | Marius Mayrhofer    | Tudor                  | z.t.     |
| 6       | Marc Hirschi        | UAE Team Emirates      | z.t.     |
| 7       | Marijn van den Berg | EF Education-EasyPost  | z.t.     |
| 8       | Christian Scaroni   | Astana Qazaqstan       | z.t.     |
| 9       | Rúben Guerreiro     | Movistar               | z.t.     |
| 10      | Pelayo Sánchez      | Movistar               | z.t.     |
| 11      | Mikkel Honoré       | EF Education-EasyPost  | z.t.     |
| 12      | Eduard Prades       | Caja Rural-Seguros RGA | z.t.     |
| 13      | Thomas Silva        | Caja Rural-Seguros RGA | z.t.     |
| 14      | Gotzon Martín       | Euskaltel-Euskadi      | z.t.     |
| 15      | António Morgado     | UAE Team Emirates      | z.t.     |
| 16      | Pablo Castrillo     | Kern Pharma            | z.t.     |
| 17      | Florian Stork       | Tudor                  | z.t.     |
| 18      | Iván Romeo          | Movistar               | z.t.     |
| 19      | Mikel Landa         | Soudal Quick-Step      | z.t.     |
| 20      | Quinten Hermans     | Alpecin-Deceuninck     | + 1'53"  |

2023 · 2024 · 2025
Ronde van Valencia ·
Figueira Champions Classic ·
Ronde van Oman ·
Clásica de Almería ·
Ronde van de Algarve ·
Ruta del Sol ·
Ardèche Classic ·
Drôme Classic ·
Kuurne-Brussel-Kuurne ·
Trofeo Laigueglia ·
Nokere Koerse ·
Milaan-Turijn ·
GP Denain ·
Bredene Koksijde Classic ·
Grote Prijs Miguel Indurain ·
Scheldeprijs ·
Brabantse Pijl ·
Ronde van de Alpen ·
Ronde van Turkije ·
Grote Prijs van Plumelec ·
Tro Bro Léon ·
Ronde van Hongarije ·
Vierdaagse van Duinkerke ·
Boucles de la Mayenne ·
Ronde van Noorwegen ·
Circuit Franco-Belge ·
Brussels Cycling Classic ·
Dwars door het Hageland ·
Ronde van België ·
Ronde van Slovenië ·
Ronde van het Qinghaimeer ·
Ronde van Wallonië ·
Arctic Race of Norway ·
Ronde van Burgos ·
Ronde van Denemarken ·
Ronde van Duitsland ·
Maryland Cycling Classic ·
Ronde van Groot-Brittannië ·
Grote Prijs van Fourmies ·
GP Industria & Artigianato-Larciano ·
Coppa Sabatini ·
Grote Prijs van Wallonië ·
Ronde van Luxemburg ·
Super 8 Classic ·
Ronde van Langkawi ·
Ronde van het Münsterland ·
Ronde van Emilia ·
Parijs-Tours ·
Coppa Bernocchi ·
Ronde van de Drie Valleien ·
Ronde van Piemonte ·
Ronde van het Taihu-meer ·
Ronde van Veneto ·
Japan Cup ·
Veneto Classic